# Orgasm de travaliu
Un orgasm de travaliu este un orgasm feminin care apare în timpul nașterii. Acest lucru este uneori menționată ca o „naștere orgasmică”. Unele femei folosesc stimularea sexuală pentru a ușura contracțiile⁠(<span title="Contracție uterină|contracțiile la Wikidata">d), în loc de anestezie. Peste 85% dintre moașele chestionate de Postel (2013) au declarat că o experiență de naștere plăcută din punct de vedere sexual a fost posibilă, iar 69% au declarat că au observat un astfel de caz.